# Monika Finsterbusch
Monika Finsterbusch (Berlijn, 7 november 1954) werd geboren in Oost-Berlijn. Toen ze drie was, verhuisde ze met haar ouders naar West-Berlijn, en later naar Rijnland. 
Ze volgde modestudies in Bielefeld en Hamburg en werkte gedurende meer dan twintig jaar in de sector. Daarna werd ze speelgoedontwerper, en maakte ze onder meer poppen voor Sigikid. 
In 2002 bedacht ze het figuurtje Prinses Lillifee en in 2004 werden de eerste Prinses Lillifee-boeken uitgegeven door Coppenrath Verlag. In 2006 werd ze verantwoordelijk voor de kinderboeken bij Coppenrath Verlag, waar ze de Prinses Lillifee-boeken schrijft en illustreert.
Sinds 2002 woont ze in Zwitserland.  
- Biblioteca Nacional de España: XX5249728
- Bibliothèque nationale de France: cb145446826 (data)
- Gemeinsame Normdatei: 124619835
- International Standard Name Identifier: 0000 0000 6657 9829
- Library of Congress Control Number: n2005075400
- Nationale Bibliotheek van Letland: 000193969
- MusicBrainz: 27327723-e521-4afb-83e2-90c74aeb5e6b
- Nationale Bibliotheek van Tsjechië: mzk2004258494
- Nationale Bibliotheek van Israël: 987007304628205171
- Nederlandse Thesaurus van Auteursnamen: 265411734
- Virtual International Authority File: 47000367
- WorldCat: E39PBJtRMYDWPXp4fxbJx7xxDq